# Dmitrij Konysjev
Dmitrij Borisovitj Konysjev, ryska: Дмитрий Борисович Конышев, född 18 februari 1966 i Gorki, är en rysk tidigare tävlingscyklist. Han blev professionell 1989 och avslutade sin karriär efter säsongen 2006. Han tog 38 segrar under sin karriär.

## Karriär
Dmitrij Konysjev vann poängtävlingen i Giro d'Italia under säsongen 2000. Samma år vann han också etapp 6 av tävlingen framför nederländaren Jeroen Blijlevens.
Två gånger stod ryssen på prispallen på världsmästerskapens linjelopp. Han blev silvermedaljör på världsmästerskapens linjelopp 1989 bakom amerikanen Greg Lemond och han tog bronsmedaljen 1992 bakom segraren Gianni Bugno och silvermedaljören Laurent Jalabert. Konysjev slutade på femte plats på världsmästerskapens linjelopp 1994 bakom Luc Leblanc, Claudio Chiappucci, Richard Virenque och Massimo Ghirotto.
Konysjev vann de sovjetiska mästerskapens linjelopp 1990. Han vann senare under karriären också de ryska nationsmästerskapen, 1993 och 2001.
Ryssen tog fyra etappsegrar på Tour de France och fyra etappsegrar på Giro d'Italia. Han vann också en etapp på Vuelta a España.
Konysjev vann den sista etappen av Tour de France 1991, samtidigt som segraren av poängtävlingen, Djamolidine Abdoujaparov, kraschade och medvetslös fick forslas till sjukhus i ambulans. Han vann också etapp 19 under tävlingen samma år.
Sin sista seger i karriären tog Konysjev på etapp 1 av Vuelta a Asturias 2005. På etapp 2 av tävlingen slutade han trea bakom Andoni Aranaga och Igor Astarloa.

## Avslutad karriär
Sedan säsongen 2009 jobbar Dmitrij Konysjev som sportdirektör för det ryska stallet Katjusja.

## Meriter
- 1987
  - Gran Premio Palio del Recioto
  - Österrike runt
  - Giro delle Regioni
  - Gran Premio della Liberazione

- 1988
  - Baby Giro

- 1989
  - Coppa Agostoni
  - Giro dell'Emilia
  - Etapp 1, Settimana Ciclistica Lombarda
  -  2:a, Världsmästerskapens linjelopp

- 1990
  -  Nationsmästerskapens linjelopp
  - Gran Premio Industria e Artigianato di Larciano
  - Etapp 17, Tour de France 1990
  - 8:a, Gent-Wevelgem

- 1991
  - Etapp 3, Tirreno-Adriatico
  - Etapp 19, Tour de France 1991
  - Etapp 22, Tour de France
  - 3:a, Vallonska Pilen

- 1992
  - Etapp 6, Vuelta a Asturias
  - 2:a,  Nationsmästerskapens linjelopp
  - 3:a, Amstel Gold Race
  -  3:a, Världsmästerskapens linjelopp
  - 4:a, Clasica San Sebastian

- 1993
  -  Nationsmästerskapens linjelopp
  - Etapp 5, Tour de France 1993
  - Etapp 12, Tour de France
  - 9:a, Lombardiet runt

- 1994
  - Etapp 1, Ronde van Nederland
  - 4:a, Lombardiet runt
  - 5:a, Världsmästerskapens linjelopp
  - 7:a, Gent-Wevelgem

- 1995
  - Giro del Friuli
  - 3:a, Tirreno-Adriatico
  - 3:a, Brabantse Pijl
  - 7:a, Världsmästerskapens linjelopp
  - 7:a, Milano-San Remo

- 1996
  - Etapp 1, Hofbrau Cup
  - Etapp 4, Hofbrau Cup
  - Hofbrau Cup
  - Etapp 18, Vuelta a España
  - 3:a,  Nationsmästerskapens linjelopp

- 1997
  - Grand Prix de Wallonie
  - Etapp 4, Vuelta a Murcia
  - Etapp 7, Tirreno-Adriatico
  - Etapp 9, Giro d'Italia
  - Etapp 6, Polen runt

- 1998
  - Etapp 4, Volta a la Comunitat Valenciana
  - 3:a,  Nationsmästerskapens linjelopp

- 1999
  - Grand Prix de Fourmies
  - Coppa Sabatini
  - Etapp 14, Tour de France 1999
  - 3:a, Giro del Lazio
  - 5:a, Lombardiet runt
  - 9:a, Världsmästerskapens linjelopp

- 2000
  - Giro della Romagna
  - Etapp 6, Giro d'Italia
  - 10:a, Olympiska sommarspelen 2000

- 2001
  -  Nationsmästerskapens linjelopp
  - Giro di Campania
  - Grand Prix Civitanova Marche
  - Coppa Sabatini
  - Etapp 5, Tour de Suisse
  - 3:a, Giro del Lazio

- 2004
  - Tour du Lac Léman
  - Etapp 4, Euskal Bizikleta
  - 3:a, Giro di Toscana
  - 3:a, Giro della Provincia di Reggio Calabria

- 2005
  - Etapp 1, Vuelta a Asturias

## Stall
- Alfa Lum 1989–1990
- TVM-Sanyo 1991–1992
- Jolly Componibili 1993–1994
- Aki Gipiemme 1995–1996
- Roslotto-ZG Mobili 1997
- Mercatone Uno 1998–1999
- Fassa Bortolo 2000–2002
- Marlux-Wincor-Nixdorf 2003
- Team L.P.R. 2004–2006